# ميلبورن اكيرز
ميلبورن اكيرز (بالإنجليزية: Milburn Akers)‏ هو صحفي أمريكي، ولد في 1900، وتوفي في 1970.